# Sloanea erismoides
Sloanea erismoides är en tvåhjärtbladig växtart som beskrevs av Adolpho Ducke. Sloanea erismoides ingår i släktet Sloanea och familjen Elaeocarpaceae. Inga underarter finns listade i Catalogue of Life.